# Плей-оф Кубка Стенлі 1984
Плей-оф Кубка Стенлі 1984 — стартував після регулярного чемпіонату 4 квітня та фінішував 19 травня 1984.

## Учасники плей-оф

### Конференція Принца Уельського

#### Дивізіон Адамса
1. Бостон Брюїнс, чемпіон дивізіону Адамса – 104 очка (49 перемог)
2. Баффало Сейбрс – 103 очка
3. Квебек Нордікс – 94 очка
4. Монреаль Канадієнс – 75 очок

#### Дивізіон Патрик
1. Нью-Йорк Айлендерс, чемпіон дивізіону Патрика, Конференції Принца Уельського – 104 очка (50 перемог)
2. Вашингтон Кепіталс – 101 очко
3. Філадельфія Флайєрс – 98 очок
4. Нью-Йорк Рейнджерс – 93 очка

### Конференція Кларенса Кемпбела

#### Дивізіон Норріса
1. Міннесота Норт-Старс, чемпіон дивізіону Норріса – 88 очок
2. Сент-Луїс Блюз – 71 очко
3. Детройт Ред Вінгз – 69 очок
4. Чикаго Блек Гокс – 68 очок

#### Дивізіон Смайт
1. Едмонтон Ойлерс, чемпіон дивізіону Смайт, Конференції Кларенса Кемпбела – 119 очок
2. Калгарі Флеймс – 82 очка
3. Ванкувер Канакс – 73 очка (32 перемоги)
4. Вінніпег Джетс – 73 очка (31 перемога)

## Плей-оф
|  | 1/8 фіналу | 1/8 фіналу                            | 1/8 фіналу    |   |               | Чвертьфінали  | Чвертьфінали | Чвертьфінали |                    |                    | Півфінали           | Півфінали           | Півфінали           |  |  | Фінал Кубка Стенлі | Фінал Кубка Стенлі | Фінал Кубка Стенлі |
|  |            |                                       |               |   |               |               |              |              |                    |                    |                     |                     |                     |  |  |                    |                    |                    |
|  | 1          | Бостон                                | 0             |   |               | A4            | Монреаль     | 4            |                    |                    |                     |                     |                     |  |  |                    |                    |                    |
|  | 8          | Монреаль                              | 3             |   |               | A3            | Квебек       | 2            |                    |                    |                     |                     |                     |  |  |                    |                    |                    |
|  |            |                                       |               |   |               |               |              |              |                    |                    |                     |                     |                     |  |  |                    |                    |                    |
|  | 2          | Баффало                               | 0             |   |               |               |              |              | Східна конференція | Східна конференція | Східна конференція  | Східна конференція  | Східна конференція  |  |  |                    |                    |                    |
|  | 2          | Баффало                               | 0             |   |               |               |              |              | Східна конференція | Східна конференція | Східна конференція  | Східна конференція  | Східна конференція  |  |  |                    |                    |                    |
|  | 7          | Квебек                                | 3             |   |               |               |              |              |                    |                    |                     |                     |                     |  |  |                    |                    |                    |
|  | 7          | Квебек                                | 3             |   |               |               |              |              |                    | A4                 | Монреаль            | 2                   |                     |  |  |                    |                    |                    |
|  |            |                                       |               |   |               |               |              |              |                    | A4                 | Монреаль            | 2                   |                     |  |  |                    |                    |                    |
|  |            | P1                                    | Н-Й Айлендерс | 4 |               |               |              |              |                    |                    |                     |                     |                     |  |  |                    |                    |                    |
|  | 3          | P1                                    | Н-Й Айлендерс | 4 | Н-Й Айлендерс | 3             |              |              |                    |                    |                     |                     |                     |  |  |                    |                    |                    |
|  | 3          |                                       |               |   | Н-Й Айлендерс | 3             |              |              |                    |                    |                     |                     |                     |  |  |                    |                    |                    |
|  | 6          | Н-Й Рейнджерс                         | 2             |   |               |               |              |              |                    |                    |                     |                     |                     |  |  |                    |                    |                    |
|  | 6          | Н-Й Рейнджерс                         | 2             |   |               |               |              |              |                    |                    |                     |                     |                     |  |  |                    |                    |                    |
|  |            |                                       |               |   |               |               |              |              |                    |                    |                     |                     |                     |  |  |                    |                    |                    |
|  |            |                                       |               |   |               |               |              |              |                    |                    |                     |                     |                     |  |  |                    |                    |                    |
|  | 4          | Вашингтон                             | 3             |   | P1            | Н-Й Айлендерс | 4            |              |                    |                    |                     |                     |                     |  |  |                    |                    |                    |
|  | 4          | Вашингтон                             | 3             |   | P1            | Н-Й Айлендерс | 4            |              |                    |                    |                     |                     |                     |  |  |                    |                    |                    |
|  | 5          | Філадельфія                           | 0             |   |               | P2            | Вашингтон    | 1            |                    |                    |                     |                     |                     |  |  |                    |                    |                    |
|  | 5          | Філадельфія                           | 0             |   |               |               |              |              |                    | P1                 | Н-Й Айлендерс       | 1                   |                     |  |  |                    |                    |                    |
|  |            | (Пари пересіяні після першого раунду) |               |   |               |               |              |              |                    | P1                 | Н-Й Айлендерс       | 1                   |                     |  |  |                    |                    |                    |
|  |            | S1                                    | Едмонтон      | 4 |               |               |              |              |                    |                    |                     |                     |                     |  |  |                    |                    |                    |
|  | 1          | S1                                    | Едмонтон      | 4 | Міннесота     | 3             |              |              | N1                 | Міннесота          | 4                   |                     |                     |  |  |                    |                    |                    |
|  | 1          |                                       |               |   | Міннесота     | 3             |              |              | N1                 | Міннесота          | 4                   |                     |                     |  |  |                    |                    |                    |
|  | 8          | Чикаго                                | 2             |   |               | N2            | Сент-Луїс    | 3            |                    |                    |                     |                     |                     |  |  |                    |                    |                    |
|  | 8          | Чикаго                                | 2             |   |               | N2            | Сент-Луїс    | 3            |                    |                    |                     |                     |                     |  |  |                    |                    |                    |
|  |            |                                       |               |   |               |               |              |              |                    |                    |                     |                     |                     |  |  |                    |                    |                    |
|  | 2          | Сент-Луїс                             | 3             |   |               |               |              |              |                    |                    |                     |                     |                     |  |  |                    |                    |                    |
|  | 2          | Сент-Луїс                             | 3             |   |               |               |              |              |                    |                    |                     |                     |                     |  |  |                    |                    |                    |
|  | 7          | Детройт                               | 1             |   |               |               |              |              |                    |                    |                     |                     |                     |  |  |                    |                    |                    |
|  | 7          | Детройт                               | 1             |   |               |               |              |              | N1                 | Міннесота          | 0                   |                     |                     |  |  |                    |                    |                    |
|  |            |                                       |               |   |               |               |              |              | N1                 | Міннесота          | 0                   |                     |                     |  |  |                    |                    |                    |
|  |            | S1                                    | Едмонтон      | 4 |               |               |              |              |                    |                    |                     |                     |                     |  |  |                    |                    |                    |
|  | 3          | S1                                    | Едмонтон      | 4 | Едмонтон      | 3             |              |              |                    |                    |                     |                     |                     |  |  |                    |                    |                    |
|  | 3          |                                       |               |   | Едмонтон      | 3             |              |              |                    |                    |                     |                     |                     |  |  |                    |                    |                    |
|  | 6          | Вінніпег                              | 0             |   |               |               |              |              |                    |                    | Західна конференція | Західна конференція | Західна конференція |  |  |                    |                    |                    |
|  | 6          | Вінніпег                              | 0             |   |               |               |              |              |                    |                    | Західна конференція | Західна конференція | Західна конференція |  |  |                    |                    |                    |
|  |            |                                       |               |   |               |               |              |              |                    |                    |                     |                     |                     |  |  |                    |                    |                    |
|  | 4          | Калгарі                               | 3             |   | S1            | Едмонтон      | 4            |              |                    |                    |                     |                     |                     |  |  |                    |                    |                    |
|  | 4          | Калгарі                               | 3             |   | S1            | Едмонтон      | 4            |              |                    |                    |                     |                     |                     |  |  |                    |                    |                    |
|  | 5          | Ванкувер                              | 1             |   |               | S2            | Калгарі      | 3            |                    |                    |                     |                     |                     |  |  |                    |                    |                    |

### 1/8 фіналу
Конференція Принца Уельського
| Бостон Брюїнс та Монреаль Канадієнс | Бостон Брюїнс та Монреаль Канадієнс | Бостон Брюїнс та Монреаль Канадієнс | Бостон Брюїнс та Монреаль Канадієнс | Бостон Брюїнс та Монреаль Канадієнс | Бостон Брюїнс та Монреаль Канадієнс | Бостон Брюїнс та Монреаль Канадієнс |
| Дата                                | Господарі                           | Господарі                           | Гості                               | Гості                               | Примітки                            |                                     |
| ----------------------------------- | ----------------------------------- | ----------------------------------- | ----------------------------------- | ----------------------------------- | ----------------------------------- | ----------------------------------- |
| 4 квітня                            | Монреаль                            | 2                                   | 1                                   | Бостон                              |                                     |                                     |
| 5 квітня                            | Монреаль                            | 3                                   | 1                                   | Бостон                              |                                     |                                     |
| 7 квітня                            | Бостон                              | 0                                   | 5                                   | Монреаль                            |                                     |                                     |
| Монреаль виграв серію 3:0.          |                                     |                                     |                                     |                                     |                                     |                                     |

| Баффало Сейбрс та Квебек Нордікс | Баффало Сейбрс та Квебек Нордікс | Баффало Сейбрс та Квебек Нордікс | Баффало Сейбрс та Квебек Нордікс | Баффало Сейбрс та Квебек Нордікс | Баффало Сейбрс та Квебек Нордікс | Баффало Сейбрс та Квебек Нордікс |
| Дата                             | Господарі                        | Господарі                        | Гості                            | Гості                            | Примітки                         |                                  |
| -------------------------------- | -------------------------------- | -------------------------------- | -------------------------------- | -------------------------------- | -------------------------------- | -------------------------------- |
| 4 квітня                         | Квебек                           | 3                                | 2                                | Баффало                          |                                  |                                  |
| 5 квітня                         | Квебек                           | 6                                | 2                                | Баффало                          |                                  |                                  |
| 7 квітня                         | Баффало                          | 1                                | 4                                | Квебек                           |                                  |                                  |
| Квебек виграв серію 3:0.         |                                  |                                  |                                  |                                  |                                  |                                  |

| Нью-Йорк Айлендерс та Нью-Йорк Рейнджерс | Нью-Йорк Айлендерс та Нью-Йорк Рейнджерс | Нью-Йорк Айлендерс та Нью-Йорк Рейнджерс | Нью-Йорк Айлендерс та Нью-Йорк Рейнджерс | Нью-Йорк Айлендерс та Нью-Йорк Рейнджерс | Нью-Йорк Айлендерс та Нью-Йорк Рейнджерс | Нью-Йорк Айлендерс та Нью-Йорк Рейнджерс |
| Дата                                     | Господарі                                | Господарі                                | Гості                                    | Гості                                    | Примітки                                 |                                          |
| ---------------------------------------- | ---------------------------------------- | ---------------------------------------- | ---------------------------------------- | ---------------------------------------- | ---------------------------------------- | ---------------------------------------- |
| 4 квітня                                 | Н-Й Рейнджерс                            | 1                                        | 4                                        | Н-Й Айлендерс                            |                                          |                                          |
| 5 квітня                                 | Н-Й Рейнджерс                            | 3                                        | 0                                        | Н-Й Айлендерс                            |                                          |                                          |
| 7 квітня                                 | Н-Й Айлендерс                            | 2                                        | 7                                        | Н-Й Рейнджерс                            |                                          |                                          |
| 8 квітня                                 | Н-Й Айлендерс                            | 4                                        | 1                                        | Н-Й Рейнджерс                            |                                          |                                          |
| 10 квітня                                | Н-Й Рейнджерс                            | 2                                        | 3                                        | Н-Й Айлендерс                            | OT                                       |                                          |
| Н-Й Айлендерс виграв серію 3:2.          |                                          |                                          |                                          |                                          |                                          |                                          |

| Вашингтон Кепіталс та Філадельфія Флайєрс | Вашингтон Кепіталс та Філадельфія Флайєрс | Вашингтон Кепіталс та Філадельфія Флайєрс | Вашингтон Кепіталс та Філадельфія Флайєрс | Вашингтон Кепіталс та Філадельфія Флайєрс | Вашингтон Кепіталс та Філадельфія Флайєрс | Вашингтон Кепіталс та Філадельфія Флайєрс |
| Дата                                      | Господарі                                 | Господарі                                 | Гості                                     | Гості                                     | Примітки                                  |                                           |
| ----------------------------------------- | ----------------------------------------- | ----------------------------------------- | ----------------------------------------- | ----------------------------------------- | ----------------------------------------- | ----------------------------------------- |
| 4 квітня                                  | Філадельфія                               | 2                                         | 4                                         | Вашингтон                                 |                                           |                                           |
| 5 квітня                                  | Філадельфія                               | 2                                         | 6                                         | Вашингтон                                 |                                           |                                           |
| 7 квітня                                  | Вашингтон                                 | 5                                         | 1                                         | Філадельфія                               |                                           |                                           |
| Вашингтон виграв серію 3:0.               |                                           |                                           |                                           |                                           |                                           |                                           |

Конференція Кларенса Кемпбела
| Міннесота Норт-Старс та Чикаго Блек Гокс | Міннесота Норт-Старс та Чикаго Блек Гокс | Міннесота Норт-Старс та Чикаго Блек Гокс | Міннесота Норт-Старс та Чикаго Блек Гокс | Міннесота Норт-Старс та Чикаго Блек Гокс | Міннесота Норт-Старс та Чикаго Блек Гокс | Міннесота Норт-Старс та Чикаго Блек Гокс |
| Дата                                     | Господарі                                | Господарі                                | Гості                                    | Гості                                    | Примітки                                 |                                          |
| ---------------------------------------- | ---------------------------------------- | ---------------------------------------- | ---------------------------------------- | ---------------------------------------- | ---------------------------------------- | ---------------------------------------- |
| 4 квітня                                 | Чикаго                                   | 3                                        | 1                                        | Міннесота                                |                                          |                                          |
| 5 квітня                                 | Чикаго                                   | 5                                        | 6                                        | Міннесота                                |                                          |                                          |
| 7 квітня                                 | Міннесота                                | 4                                        | 1                                        | Чикаго                                   |                                          |                                          |
| 8 квітня                                 | Міннесота                                | 3                                        | 4                                        | Чикаго                                   |                                          |                                          |
| 10 квітня                                | Чикаго                                   | 1                                        | 4                                        | Міннесота                                |                                          |                                          |
| Міннесота виграла серію 3:2.             |                                          |                                          |                                          |                                          |                                          |                                          |

| Сент-Луїс Блюз та Детройт Ред-Вінгс | Сент-Луїс Блюз та Детройт Ред-Вінгс | Сент-Луїс Блюз та Детройт Ред-Вінгс | Сент-Луїс Блюз та Детройт Ред-Вінгс | Сент-Луїс Блюз та Детройт Ред-Вінгс | Сент-Луїс Блюз та Детройт Ред-Вінгс | Сент-Луїс Блюз та Детройт Ред-Вінгс |
| Дата                                | Господарі                           | Господарі                           | Гості                               | Гості                               | Примітки                            |                                     |
| ----------------------------------- | ----------------------------------- | ----------------------------------- | ----------------------------------- | ----------------------------------- | ----------------------------------- | ----------------------------------- |
| 4 квітня                            | Детройт                             | 2                                   | 3                                   | Сент-Луїс                           |                                     |                                     |
| 5 квітня                            | Детройт                             | 5                                   | 3                                   | Сент-Луїс                           |                                     |                                     |
| 7 квітня                            | Сент-Луїс                           | 4                                   | 3                                   | Детройт                             | 2OT                                 |                                     |
| 8 квітня                            | Сент-Луїс                           | 3                                   | 2                                   | Детройт                             | OT                                  |                                     |
| Сент-Луїс виграв серію 3:1.         |                                     |                                     |                                     |                                     |                                     |                                     |

| Едмонтон Ойлерс та Вінніпег Джетс | Едмонтон Ойлерс та Вінніпег Джетс | Едмонтон Ойлерс та Вінніпег Джетс | Едмонтон Ойлерс та Вінніпег Джетс | Едмонтон Ойлерс та Вінніпег Джетс | Едмонтон Ойлерс та Вінніпег Джетс | Едмонтон Ойлерс та Вінніпег Джетс |
| Дата                              | Господарі                         | Господарі                         | Гості                             | Гості                             | Примітки                          |                                   |
| --------------------------------- | --------------------------------- | --------------------------------- | --------------------------------- | --------------------------------- | --------------------------------- | --------------------------------- |
| 4 квітня                          | Вінніпег                          | 2                                 | 9                                 | Едмонтон                          |                                   |                                   |
| 5 квітня                          | Вінніпег                          | 4                                 | 5                                 | Едмонтон                          | OT                                |                                   |
| 7 квітня                          | Едмонтон                          | 4                                 | 1                                 | Вінніпег                          |                                   |                                   |
| Едмонтон виграв серію 3:0.        |                                   |                                   |                                   |                                   |                                   |                                   |

| Калгарі Флеймс та Ванкувер Канакс | Калгарі Флеймс та Ванкувер Канакс | Калгарі Флеймс та Ванкувер Канакс | Калгарі Флеймс та Ванкувер Канакс | Калгарі Флеймс та Ванкувер Канакс | Калгарі Флеймс та Ванкувер Канакс | Калгарі Флеймс та Ванкувер Канакс |
| Дата                              | Господарі                         | Господарі                         | Гості                             | Гості                             | Примітки                          |                                   |
| --------------------------------- | --------------------------------- | --------------------------------- | --------------------------------- | --------------------------------- | --------------------------------- | --------------------------------- |
| 4 квітня                          | Ванкувер                          | 3                                 | 5                                 | Калгарі                           |                                   |                                   |
| 5 квітня                          | Ванкувер                          | 2                                 | 4                                 | Калгарі                           |                                   |                                   |
| 7 квітня                          | Калгарі                           | 0                                 | 7                                 | Ванкувер                          |                                   |                                   |
| 8 квітня                          | Калгарі                           | 5                                 | 1                                 | Ванкувер                          |                                   |                                   |
| Калгарі виграв серію 3:1.         |                                   |                                   |                                   |                                   |                                   |                                   |

### Чвертьфінали
Конференція Принца Уельського
| Квебек Нордікс та Монреаль Канадієнс | Квебек Нордікс та Монреаль Канадієнс | Квебек Нордікс та Монреаль Канадієнс | Квебек Нордікс та Монреаль Канадієнс | Квебек Нордікс та Монреаль Канадієнс | Квебек Нордікс та Монреаль Канадієнс | Квебек Нордікс та Монреаль Канадієнс |
| Дата                                 | Господарі                            | Господарі                            | Гості                                | Гості                                | Примітки                             |                                      |
| ------------------------------------ | ------------------------------------ | ------------------------------------ | ------------------------------------ | ------------------------------------ | ------------------------------------ | ------------------------------------ |
| 12 квітня                            | Монреаль                             | 2                                    | 4                                    | Квебек                               |                                      |                                      |
| 13 квітня                            | Монреаль                             | 4                                    | 1                                    | Квебек                               |                                      |                                      |
| 15 квітня                            | Квебек                               | 1                                    | 2                                    | Монреаль                             |                                      |                                      |
| 16 квітня                            | Квебек                               | 4                                    | 3                                    | Монреаль                             | OT                                   |                                      |
| 18 квітня                            | Монреаль                             | 4                                    | 0                                    | Квебек                               |                                      |                                      |
| 20 квітня                            | Квебек                               | 3                                    | 5                                    | Монреаль                             |                                      |                                      |
| Монреаль виграв серію 4:2.           |                                      |                                      |                                      |                                      |                                      |                                      |

| Нью-Йорк Айлендерс та Вашингтон Кепіталс | Нью-Йорк Айлендерс та Вашингтон Кепіталс | Нью-Йорк Айлендерс та Вашингтон Кепіталс | Нью-Йорк Айлендерс та Вашингтон Кепіталс | Нью-Йорк Айлендерс та Вашингтон Кепіталс | Нью-Йорк Айлендерс та Вашингтон Кепіталс | Нью-Йорк Айлендерс та Вашингтон Кепіталс |
| Дата                                     | Господарі                                | Господарі                                | Гості                                    | Гості                                    | Примітки                                 |                                          |
| ---------------------------------------- | ---------------------------------------- | ---------------------------------------- | ---------------------------------------- | ---------------------------------------- | ---------------------------------------- | ---------------------------------------- |
| 12 квітня                                | Вашингтон                                | 3                                        | 2                                        | Н-Й Айлендерс                            |                                          |                                          |
| 13 квітня                                | Вашингтон                                | 4                                        | 5                                        | Н-Й Айлендерс                            | OT                                       |                                          |
| 15 квітня                                | Н-Й Айлендерс                            | 3                                        | 1                                        | Вашингтон                                |                                          |                                          |
| 16 квітня                                | Н-Й Айлендерс                            | 5                                        | 2                                        | Вашингтон                                |                                          |                                          |
| 18 квітня                                | Вашингтон                                | 3                                        | 5                                        | Н-Й Айлендерс                            |                                          |                                          |
| Н-Й Айлендерс виграв серію 4:1.          |                                          |                                          |                                          |                                          |                                          |                                          |

Конференція Кларенса Кемпбела
| Міннесота Норз-Старс та Сент-Луїс Блюз | Міннесота Норз-Старс та Сент-Луїс Блюз | Міннесота Норз-Старс та Сент-Луїс Блюз | Міннесота Норз-Старс та Сент-Луїс Блюз | Міннесота Норз-Старс та Сент-Луїс Блюз | Міннесота Норз-Старс та Сент-Луїс Блюз | Міннесота Норз-Старс та Сент-Луїс Блюз |
| Дата                                   | Господарі                              | Господарі                              | Гості                                  | Гості                                  | Примітки                               |                                        |
| -------------------------------------- | -------------------------------------- | -------------------------------------- | -------------------------------------- | -------------------------------------- | -------------------------------------- | -------------------------------------- |
| 12 квітня                              | Сент-Луїс                              | 1                                      | 2                                      | Міннесота                              |                                        |                                        |
| 13 квітня                              | Сент-Луїс                              | 4                                      | 3                                      | Міннесота                              | OT                                     |                                        |
| 15 квітня                              | Міннесота                              | 1                                      | 3                                      | Сент-Луїс                              |                                        |                                        |
| 16 квітня                              | Міннесота                              | 3                                      | 2                                      | Сент-Луїс                              |                                        |                                        |
| 18 квітня                              | Сент-Луїс                              | 0                                      | 6                                      | Міннесота                              |                                        |                                        |
| 20 квітня                              | Міннесота                              | 0                                      | 4                                      | Сент-Луїс                              |                                        |                                        |
| 22 квітня                              | Сент-Луїс                              | 3                                      | 4                                      | Міннесота                              | OT                                     |                                        |
| Міннесота виграла серію 4:3.           |                                        |                                        |                                        |                                        |                                        |                                        |

| Едмонтон Ойлерс та Калгарі Флеймс | Едмонтон Ойлерс та Калгарі Флеймс | Едмонтон Ойлерс та Калгарі Флеймс | Едмонтон Ойлерс та Калгарі Флеймс | Едмонтон Ойлерс та Калгарі Флеймс | Едмонтон Ойлерс та Калгарі Флеймс | Едмонтон Ойлерс та Калгарі Флеймс |
| Дата                              | Господарі                         | Господарі                         | Гості                             | Гості                             | Примітки                          |                                   |
| --------------------------------- | --------------------------------- | --------------------------------- | --------------------------------- | --------------------------------- | --------------------------------- | --------------------------------- |
| 12 квітня                         | Калгарі                           | 2                                 | 5                                 | Едмонтон                          |                                   |                                   |
| 13 квітня                         | Калгарі                           | 6                                 | 5                                 | Едмонтон                          | OT                                |                                   |
| 15 квітня                         | Едмонтон                          | 3                                 | 2                                 | Калгарі                           |                                   |                                   |
| 16 квітня                         | Едмонтон                          | 5                                 | 3                                 | Калгарі                           |                                   |                                   |
| 18 квітня                         | Калгарі                           | 5                                 | 4                                 | Едмонтон                          |                                   |                                   |
| 20 квітня                         | Едмонтон                          | 4                                 | 5                                 | Калгарі                           | OT                                |                                   |
| 22 квітня                         | Калгарі                           | 4                                 | 7                                 | Едмонтон                          |                                   |                                   |
| Едмонтон виграв серію 4:3.        |                                   |                                   |                                   |                                   |                                   |                                   |

### Півфінали
| Конференція Принца Уельського            | Конференція Принца Уельського            | Конференція Принца Уельського            | Конференція Принца Уельського            | Конференція Принца Уельського            | Конференція Принца Уельського            | Конференція Принца Уельського            |
| Монреаль Канадієнс та Нью-Йорк Айлендерс | Монреаль Канадієнс та Нью-Йорк Айлендерс | Монреаль Канадієнс та Нью-Йорк Айлендерс | Монреаль Канадієнс та Нью-Йорк Айлендерс | Монреаль Канадієнс та Нью-Йорк Айлендерс | Монреаль Канадієнс та Нью-Йорк Айлендерс | Монреаль Канадієнс та Нью-Йорк Айлендерс |
| Дата                                     | Господарі                                | Господарі                                | Гості                                    | Гості                                    | Примітки                                 |                                          |
| ---------------------------------------- | ---------------------------------------- | ---------------------------------------- | ---------------------------------------- | ---------------------------------------- | ---------------------------------------- | ---------------------------------------- |
| 24 квітня                                | Н-Й Айлендерс                            | 0                                        | 3                                        | Монреаль                                 |                                          |                                          |
| 26 квітня                                | Н-Й Айлендерс                            | 2                                        | 4                                        | Монреаль                                 |                                          |                                          |
| 28 квітня                                | Монреаль                                 | 2                                        | 5                                        | Н-Й Айлендерс                            |                                          |                                          |
| 1 травня                                 | Монреаль                                 | 1                                        | 3                                        | Н-Й Айлендерс                            |                                          |                                          |
| 3 травня                                 | Н-Й Айлендерс                            | 3                                        | 1                                        | Монреаль                                 |                                          |                                          |
| 5 травня                                 | Монреаль                                 | 1                                        | 4                                        | Н-Й Айлендерс                            |                                          |                                          |
| Н-Й Айлендерс виграв серію 4:2.          |                                          |                                          |                                          |                                          |                                          |                                          |

| Конференція Кларенса Кемпбела           | Конференція Кларенса Кемпбела           | Конференція Кларенса Кемпбела           | Конференція Кларенса Кемпбела           | Конференція Кларенса Кемпбела           | Конференція Кларенса Кемпбела           | Конференція Кларенса Кемпбела           |
| Едмонтон Ойлерс та Міннесота Норз-Старс | Едмонтон Ойлерс та Міннесота Норз-Старс | Едмонтон Ойлерс та Міннесота Норз-Старс | Едмонтон Ойлерс та Міннесота Норз-Старс | Едмонтон Ойлерс та Міннесота Норз-Старс | Едмонтон Ойлерс та Міннесота Норз-Старс | Едмонтон Ойлерс та Міннесота Норз-Старс |
| Дата                                    | Господарі                               | Господарі                               | Гості                                   | Гості                                   | Примітки                                |                                         |
| --------------------------------------- | --------------------------------------- | --------------------------------------- | --------------------------------------- | --------------------------------------- | --------------------------------------- | --------------------------------------- |
| 24 квітня                               | Міннесота                               | 1                                       | 7                                       | Едмонтон                                |                                         |                                         |
| 26 квітня                               | Міннесота                               | 3                                       | 4                                       | Едмонтон                                |                                         |                                         |
| 28 квітня                               | Едмонтон                                | 8                                       | 5                                       | Міннесота                               |                                         |                                         |
| 1 травня                                | Едмонтон                                | 3                                       | 1                                       | Міннесота                               |                                         |                                         |
| Едмонтон виграв серію 4:0.              |                                         |                                         |                                         |                                         |                                         |                                         |

### Фінал Кубка Стенлі
| Нью-Йорк Айлендерс та Едмонтон Ойлерс | Нью-Йорк Айлендерс та Едмонтон Ойлерс | Нью-Йорк Айлендерс та Едмонтон Ойлерс | Нью-Йорк Айлендерс та Едмонтон Ойлерс | Нью-Йорк Айлендерс та Едмонтон Ойлерс | Нью-Йорк Айлендерс та Едмонтон Ойлерс | Нью-Йорк Айлендерс та Едмонтон Ойлерс |
| Дата                                  | Господарі                             | Господарі                             | Гості                                 | Гості                                 | Примітки                              |                                       |
| ------------------------------------- | ------------------------------------- | ------------------------------------- | ------------------------------------- | ------------------------------------- | ------------------------------------- | ------------------------------------- |
| 10 травня                             | Едмонтон                              | 1                                     | 0                                     | Н-Й Айлендерс                         |                                       |                                       |
| 12 травня                             | Едмонтон                              | 1                                     | 6                                     | Н-Й Айлендерс                         |                                       |                                       |
| 15 травня                             | Н-Й Айлендерс                         | 2                                     | 7                                     | Едмонтон                              |                                       |                                       |
| 17 травня                             | Н-Й Айлендерс                         | 2                                     | 7                                     | Едмонтон                              |                                       |                                       |
| 19 травня                             | Н-Й Айлендерс                         | 2                                     | 5                                     | Едмонтон                              |                                       |                                       |
| Едмонтон виграв серію 4:1.            |                                       |                                       |                                       |                                       |                                       |                                       |

### Найкращі бомбардири плей-оф
| Гравець        | Команда       | І  | Г  | П  | О  |
| -------------- | ------------- | -- | -- | -- | -- |
| Вейн Грецкі    | Едмонтон      | 19 | 13 | 22 | 35 |
| Ярі Куррі      | Едмонтон      | 19 | 14 | 14 | 28 |
| Марк Мессьє    | Едмонтон      | 19 | 8  | 18 | 26 |
| Пол Коффі      | Едмонтон      | 19 | 8  | 14 | 22 |
| Кларк Джилліс  | Н-Й Айлендерс | 21 | 12 | 7  | 19 |
| Майк Боссі     | Н-Й Айлендерс | 21 | 8  | 10 | 18 |
| Пол Райнгарт   | Калгарі       | 11 | 6  | 11 | 17 |
| Гленн Андерсон | Едмонтон      | 19 | 6  | 11 | 17 |
| Патрік Флетлі  | Н-Й Айлендерс | 21 | 9  | 6  | 15 |